# Comuna Birda, Timiș
Birda este o comună în județul Timiș, Banat, România, formată din satele Berecuța, Birda (reședința), Mânăstire și Sângeorge.

## Localizare
Localitatea Birda se situează în sudul județului Timiș, pe drumul județean 568A care leagă drumul național DN59 și Voiteg de Reșița, la o distanță de circa 40 km de municipiul Timișoara, 20 km de orașul Deta și 9 km de Gătaia.

## Istorie
Prima atestare documentară a localității este din 1690 și avea o populație românească. Mai târziu a fost colonizată în masă cu germani (șvabi).
Comuna Birda a fost înființată prin Legea 84 din 2004, desprinzându-se administrativ de orașul Gătaia.

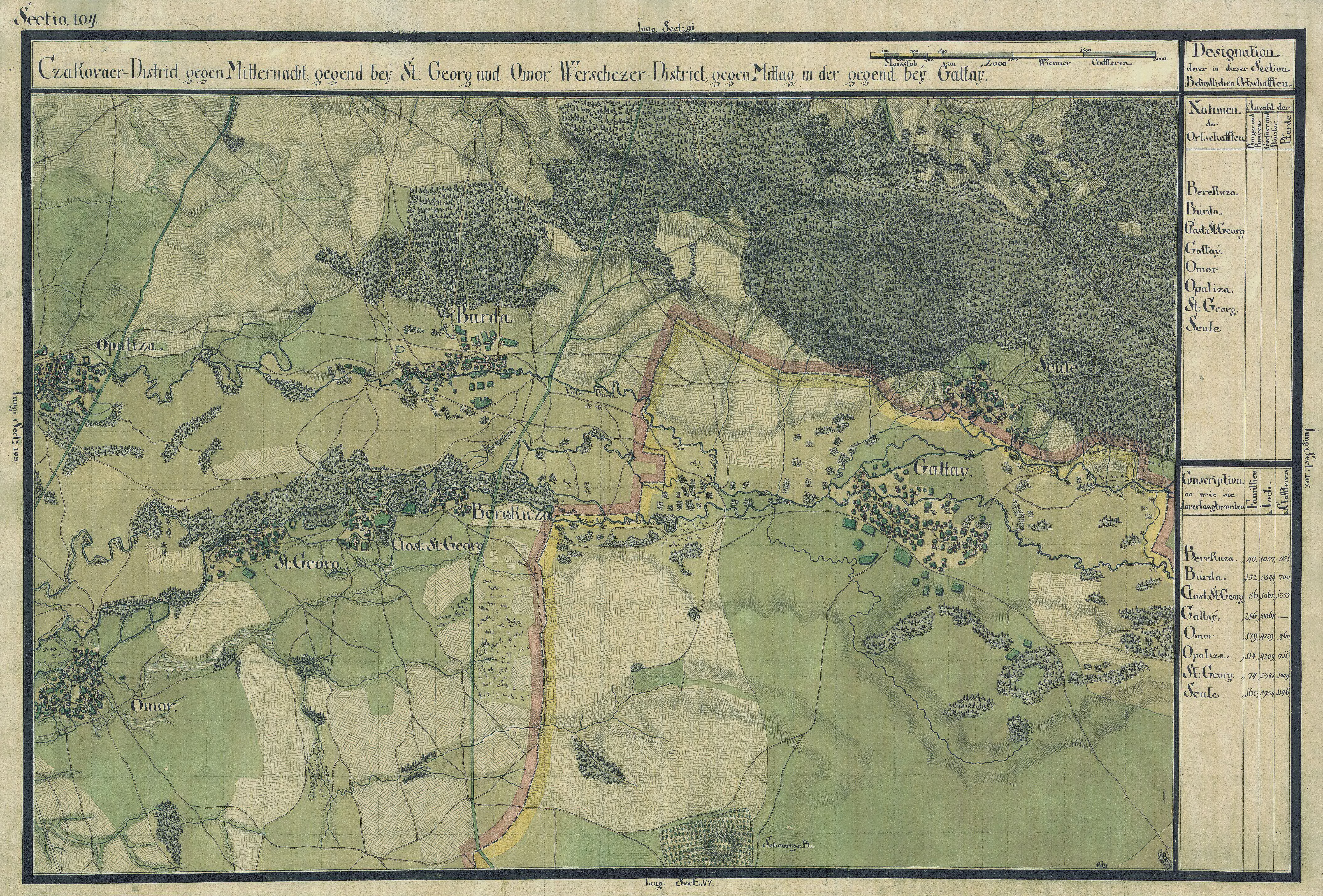
Birda în Harta Iosefină a Banatului, 1769-72

## Politică
Comuna Birda este administrată de un primar și un consiliu local compus din 11 consilieri. Primarul, Gheorghe Marius Stoian[*], de la Partidul Social Democrat, este în funcție din 2008. Începând cu alegerile locale din 2024, consiliul local are următoarea componență pe partide politice:
|  | Partid                    | Consilieri | Componența Consiliului | Componența Consiliului | Componența Consiliului | Componența Consiliului | Componența Consiliului | Componența Consiliului | Componența Consiliului | Componența Consiliului | Componența Consiliului | Componența Consiliului |
|  | ------------------------- | ---------- | ---------------------- | ---------------------- | ---------------------- | ---------------------- | ---------------------- | ---------------------- | ---------------------- | ---------------------- | ---------------------- | ---------------------- |
|  | Partidul Social Democrat  | 10         |                        |                        |                        |                        |                        |                        |                        |                        |                        |                        |
|  | Partidul Național Liberal | 1          |                        |                        |                        |                        |                        |                        |                        |                        |                        |                        |

Primarul comunei, Stoian Ghe. marius , face parte din PSD. La alegerile din 2008 făcea parte din PSD. Viceprimarul Marcu SORINEL face parte din PSD. Consiliul Local este constituit din 11 consilieri, împărțiți astfel:
|  | Partid                                      | Consilieri | Componența | Componența | Componența | Componența | Componența |
|  | ------------------------------------------- | ---------- | ---------- | ---------- | ---------- | ---------- | ---------- |
|  | Partidul Social Democrat                    | 6          |            |            |            |            |            |
|  | (4 PDL și 1 PC)                             | 4          |            |            |            |            |            |
|  | Partidul Național Țărănesc Creștin Democrat | 2          |            |            |            |            |            |

## Obiective turistice
- Mănăstirea "Sf. Gheorghe" atestată în 1485

## Demografie
Componența etnică a comunei Birda
     Români (85,76%)
     Sârbi (2,36%)
     Germani (1,1%)
     Maghiari (1,04%)
     Alte etnii (1,54%)
     Necunoscută (8,19%)
Componența confesională a comunei Birda
     Ortodocși (80,32%)
     Penticostali (3,79%)
     Romano-catolici (2,58%)
     Ortodocși sârbi (2,25%)
     Alte religii (2,47%)
     Necunoscută (8,58%)
Conform recensământului efectuat în 2021, populația comunei Birda se ridică la 1.819 locuitori, în scădere față de recensământul anterior din 2011, când fuseseră înregistrați 1.846 de locuitori. Majoritatea locuitorilor sunt români (85,76%), cu minorități de sârbi (2,36%), germani (1,1%) și maghiari (1,04%), iar pentru 8,19% nu se cunoaște apartenența etnică. Din punct de vedere confesional, majoritatea locuitorilor sunt ortodocși (80,32%), cu minorități de penticostali (3,79%), romano-catolici (2,58%) și ortodocși sârbi (2,25%), iar pentru 8,58% nu se cunoaște apartenența confesională.